# Moretto

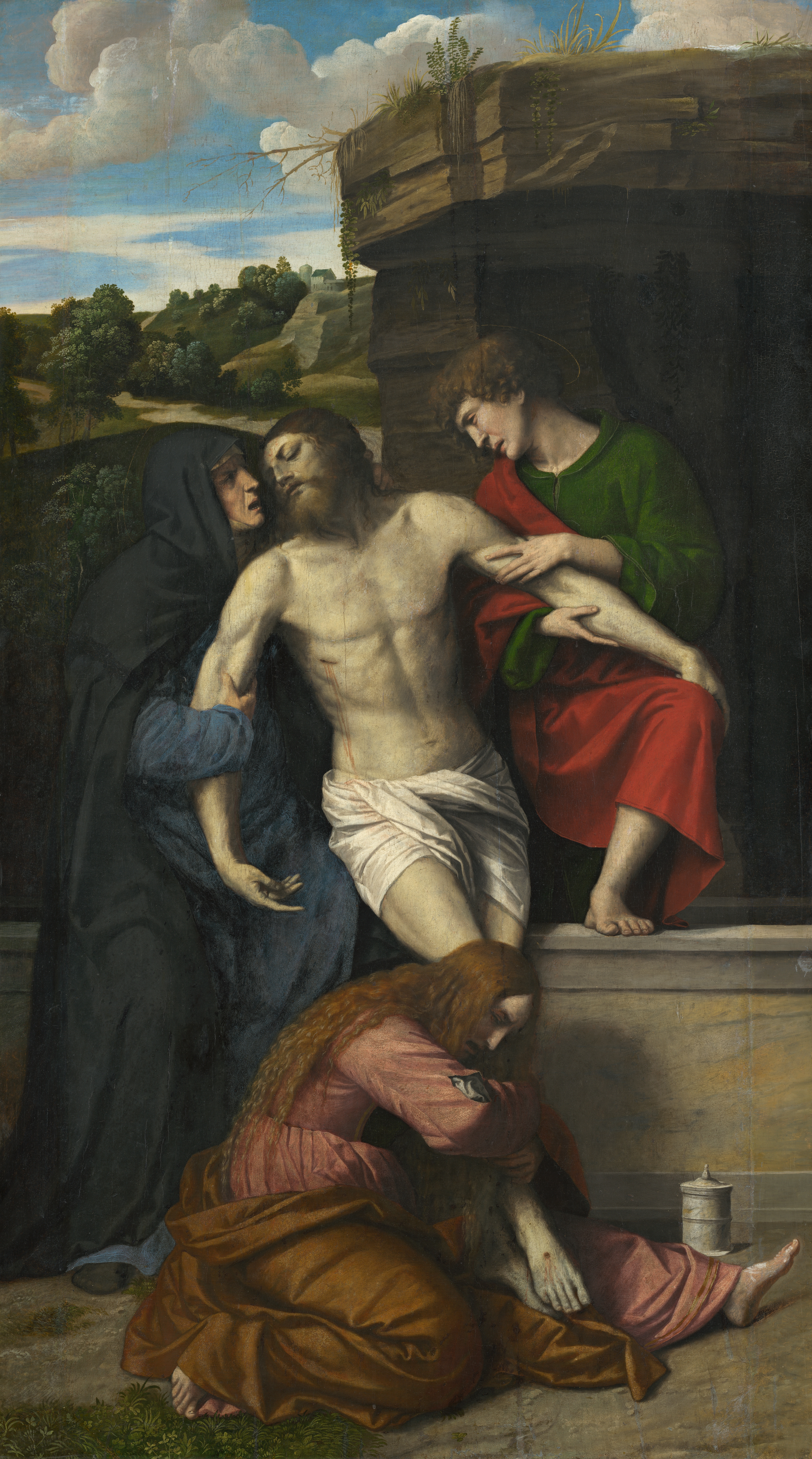
Moretto, Pietà, 1520 circa, Washington, National Gallery of Art

Alessandro Bonvicino, llamado il Moretto o il Moretto da Brescia (Brescia circa 1498-1554) fue un pintor renacentista italiano. Profundamente piadoso, ayunaba y hacía oración antes de iniciar un tema sacro.

## Biografía
Su formación se desarrolló en Brescia, bajo la supervisión de Vincenzo Foppa, pero enseguida recibió los nuevos influjos venecianos, representados por Lorenzo Lotto y por Tiziano. En 1514 el artista ejecutó la decoración, hoy en día perdida, para una de las capillas de la iglesia del monasterio de Santa Croce de Brescia. Elaboró una Historia de la Magdalena. También realizó la Coronación de la Virgen en la iglesia de San Juan Evangelista, también en Brescia, en la que se aproxima al estilo del Romanino.
De este periodo son también una serie de cuadros de intensa influencia veneciana, entre las que podemos destacar: el Cristo con los animales del Museo Metropolitano de Nueva York, el Cristo bendiciendo al Bautista de la National Gallery de Londres, y la Madonna con Niño entre los santos Juan y Jerónimo del High Museum of Art de Atlanta. 
Su obra como retratista estuvo influenciada por el estilo de Lotto y de Hans Holbein. Inauguró el estilo de retrato de medio cuerpo, reinterpretado posteriormente por Giovanni Battista Moroni.

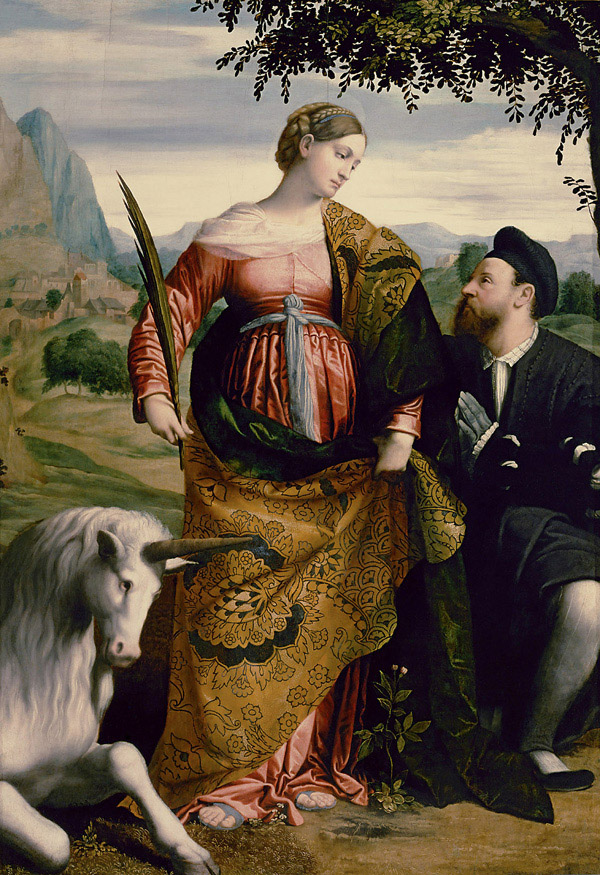
Moretto, Santa Justina y un devoto, 1530, Viena, Kunsthistorisches Museum.

En 1528 Lorenzo Lotto escribió al «muy querido y suyo honrado meser Alexandre Moreto, pintor excelentísimo» solicitándole que colaborara en la decoración del coro de la iglesia de Santa Maria Maggiore de Bérgamo.
Del año 1529 datan obras como la Pala de Santa Eufemia, la Coronación de la Virgen con santos y la Aparición de la Virgen al sordomudo Filippo Viotti del santuario de Paitone. Al año 1530 pertenece la Pala de santa Margarita y la Santa Justina y un devoto, conservada en el Kunsthistorisches Museum de Viena, donde se aprecia la deuda con el arte de Rafael. De 1532 es la Matanza de los inocentes de San Juan Evangelista.